# Amblypodia oberthuri
Amblypodia oberthuri är en fjärilsart som beskrevs av Otto Staudinger 1889. Amblypodia oberthuri ingår i släktet Amblypodia och familjen juvelvingar. Inga underarter finns listade i Catalogue of Life.